# Macalpinomyces tubiformis
Macalpinomyces tubiformis är en svampart som beskrevs av R.G. Shivas & Vánky 2004. Macalpinomyces tubiformis ingår i släktet Macalpinomyces och familjen Ustilaginaceae.   Inga underarter finns listade i Catalogue of Life.